# Or Aqiva
Or Aqiva (en hebreu, אור עקיבא) (en català: Llum d'Aqiva) és una ciutat del districte de Haifa d'Israel. Es troba a la plana entre Tel-Aviv i Haifa, a pocs quilòmetres al nord de Hadera. És el menys poblat dels municipis amb estatus de ciutat d'Israel. Or Aqiva fou fundada en 1951 i rep el nom del rabí Akiva ben Iosef, un líder espiritual que participà en la rebel·lió del segle ii contra l'Imperi Romà i que fou martiritzat pel romans a Cesarea cap a l'any 135 o 136.